# Liste des sites Natura 2000 de l'Aveyron
Cet article recense les sites Natura 2000 de l'Aveyron, en France.

## Statistiques
L'Aveyron compte 29 sites classés Natura 2000. 26 bénéficient d'un classement comme site d'intérêt communautaire (SIC), 3 comme zone de protection spéciale (ZPS).

## Liste
| Site | Type | Superficie (ha) | Fiche     | Coordonnées                      | Photo                                                                |
| --- | ---- | --------------- | --------- | -------------------------------- | -------------------------------------------------------------------- |
| Les Alasses | SIC  | +00580,         | FR7300857 | 44° 04′ 03″ nord, 3° 10′ 58″ est |                                                                      |
| Buttes témoins des Avant-Causses                                                                               | SIC  | +02 325,        | FR7300854 | 44° 11′ 05″ nord, 3° 06′ 52″ est | Aguessac et la vallée du Tarn vu depuis le Puech d'Andan (Millau).   |
| Causse Comtal                                                                                                  | SIC  | +00379,         | FR7300868 | 44° 23′ 52″ nord, 2° 40′ 34″ est | Le causse Comtal à Rodelle.                                          |
| Causse Noir et ses corniches                                                                                   | SIC  | +13 990,        | FR7300855 | 44° 09′ 40″ nord, 3° 14′ 14″ est | La Puncho d'Agast et les corniches du causse Noir (Millau).          |
| Chaos ruiniforme du Rajal del Gorp                                                                             | SIC  | +00106,         | FR7300858 | 44° 03′ 28″ nord, 3° 07′ 04″ est | Chaos ruiniforme du Rajal del Gorp sur le causse du Larzac (Millau). |
| Boundoulaou et grotte du Boundoulaou                                                                           | SIC  | +00223,         | FR7300859 | 44° 04′ 16″ nord, 3° 02′ 29″ est |                                                                      |
| Cirques de Saint-Paul-des-Fonts et de Tournemire                                                               | SIC  | +00676,         | FR7300862 | 43° 57′ 29″ nord, 3° 02′ 26″ est |                                                                      |
| Devèzes de Lapanouse et du Viala-du-Pas-de-Jaux                                                                | SIC  | +01 585,        | FR7300860 | 43° 58′ 31″ nord, 3° 03′ 54″ est |                                                                      |
| Étangs du Ségala                                                                                               | SIC  | +00052,5        | FR7300876 | 44° 26′ 53″ nord, 2° 17′ 49″ est |                                                                      |
| Gorges de la Dourbie                                                                                           | SIC  | +07 087,        | FR7300850 | 44° 03′ 53″ nord, 3° 17′ 15″ est | Vallée de la Dourbie au moulin de Corp (Saint-André-de-Vézines).     |
| Gorges de la Jonte                                                                                             | SIC  | +00778,         | FR7300849 | 44° 11′ 47″ nord, 3° 16′ 30″ est |                                                                      |
| Gorges du Tarn                                                                                                 | SIC  | +00489,         | FR7300848 | 44° 12′ 59″ nord, 3° 13′ 02″ est | Vallée du Tarn vue depuis le village d'Eglazines (Mostuéjouls).      |
| Gorges du Trévezel                                                                                             | SIC  | +00396,         | FR7300851 | 44° 04′ 03″ nord, 3° 19′ 18″ est |                                                                      |
| Gorges de la Vis et de la Virenque                                                                             | SIC  | +00246,         | FR7300852 | 43° 56′ 26″ nord, 3° 21′ 02″ est |                                                                      |
| Haute vallée du Lot entre Espalion et Saint-Laurent-d'Olt et gorges de la Truyère, basse vallée du Lot et Goul | SIC  | +05 597,        | FR7300874 | 44° 28′ 10″ nord, 2° 57′ 42″ est |                                                                      |
| Lande de la Borie                                                                                              | SIC  | +00117,         | FR7300879 | 44° 17′ 46″ nord, 1° 58′ 10″ est |                                                                      |
| Plateau central de l'Aubrac aveyronnais                                                                        | SIC  | +07 081,        | FR7300871 | 44° 37′ 04″ nord, 2° 57′ 43″ est |                                                                      |
| Plateau et corniches du Guilhaumard                                                                            | SIC  | +03 744,        | FR7300864 | 43° 51′ 19″ nord, 3° 10′ 58″ est |                                                                      |
| Puy de Wolf | SIC  | +00124,         | FR7300875 | 44° 33′ 06″ nord, 2° 18′ 10″ est |                                                                      |
| Serre de Cougouille                                                                                            | SIC  | +00169,         | FR7300861 | 43° 57′ 51″ nord, 3° 07′ 51″ est |                                                                      |
| Site des Grivaldes                                                                                             | SIC  | +00353,         | FR8302015 | 44° 44′ 10″ nord, 2° 33′ 10″ est |                                                                      |
| Tourbière du Rey                                                                                               | SIC  | +00019,21       | FR7300877 | 44° 27′ 17″ nord, 2° 00′ 26″ est |                                                                      |
| Tourbières du Lévezou                                                                                          | SIC  | +00489,         | FR7300870 | 44° 11′ 44″ nord, 2° 54′ 05″ est |                                                                      |
| Vallée du Tarn (de Brousse jusqu'aux gorges)                                                                   | SIC  | +03 713,        | FR7300847 | 44° 02′ 47″ nord, 2° 44′ 33″ est |                                                                      |
| Vallées du Tarn, de l'Aveyron, du Viaur, de l'Agout et du Gijou                                                | SIC  | +17 180,        | FR7301631 | 44° 09′ 43″ nord, 2° 11′ 51″ est |                                                                      |
| Vieux arbres de la haute vallée de l'Aveyron et des abords du Causse Comtal                                    | SIC  | +01 630,        | FR7302001 | 44° 25′ 56″ nord, 2° 40′ 46″ est |                                                                      |
| Gorges de la Dourbie et causses avoisinants                                                                    | ZPS  | +28 116,        | FR7312007 | 44° 04′ 11″ nord, 3° 16′ 25″ est | Gorges de la Dourbie vues depuis le causse du Larzac.                |
| Gorges du Tarn et de la Jonte                                                                                  | ZPS  | +05 841,        | FR7312006 | 44° 10′ 08″ nord, 3° 14′ 07″ est |                                                                      |
| Gorges de la Truyère                                                                                           | ZPS  | +16 681,        | FR7312013 | 44° 45′ 25″ nord, 2° 41′ 02″ est |                                                                      |